# Comborhiza
Comborhiza là một chi thực vật có hoa trong họ Cúc (Asteraceae).

## Loài
Chi Comborhiza gồm các loài: